# КН-01
КН-01 — код для оперативной передачи данных приземных гидрометеорологических наблюдений с сети станций гидрометслужбы, расположенных на суше (включая береговые станции), национальный вариант международного кода FM 12 SYNOP.
В коде КН-01 изложены правила кодирования данных приземных гидрометеорологических наблюдений, оперативно передаваемых с указанных станций в Управления по гидрометеорологии Росгидромета.
Код КН-01 является национальным вариантом международного кода FM 12-IX SYNOP, принятого Всемирной метеорологической организацией (ВМО) для использования на гидрометеорологической сети стран-Членов ВМО с 1 ноября 1989 г.
В код КН-01 включены только те разделы, группы и кодовые таблицы международного кода FM 12-IX SYNOP, которые приняты для использования на сети гидрометеорологических станций Росгидромета, расположенных на суше (включая береговые станции).

## Схема кода
```
Раздел 0: M
i
M
i
M
j
M
j
 YYGGi
w
 IIiii

Раздел 1: i
R
i
x
hVV Nddff 1s
n
TTT 2s
n
T
d
T
d
T
d
 3P
0
P
0
P
0
P
0
 4PPPP (или 4a
3
hhh) 5appp 6RRRt
R
 7wwW
1
W
2
 8N
h
C
L
C
M
C
H
 

Раздел 3: 333 1s
n
T
x
T
x
T
x
 2s
n
T
n
T
n
T
n
 3Es
n
T
g
T
g
 4E’sss 55SSS 6RRRt
R
 8N
s
Ch
s
h
s
 9S
p
S
p
s
p
s
p

Раздел 5: 555 1Es
n
T
g
T
g
 5S
n
T
24
T
24
T
24
 52s
n
T
2
T
2
 530f
12
f
12
 7R
24
R
24
R
24
/ 88R
24
R
24
R
24
```

## Содержание групп

### Раздел 0
| Группа   | Содержание группы | Правила использования |
| -------- | --- | --------------------- |
| MiMiMjMj | Буквенный указатель кода. Для информации, передаваемой в данном коде со станций, расположенных на суше, MiMiMjMj=AAXX                     |                       |
| YYGGiw   | Дата и срок наблюдения: YY — число месяца по СГВ, GG — срок в часах по СГВ, iw — указатель единиц скорости ветра и способа её определения |                       |
| IIiii    | Индекс станции: II — номер района, iii — номер станции в пределах района II                                                               |                       |

| Единицы измерения скорости ветра | Кодовая цифра указателя ix | Кодовая цифра указателя ix |
| Единицы измерения скорости ветра | Расчётная оценки           | Инструментальное измерение |
| -------------------------------- | -------------------------- | -------------------------- |
| Метры в секунду (м/c)            | 0                          | 1                          |
| Узлы                             | 3                          | 4                          |

### Раздел 1
Раздел 1 содержит основные метеорологические параметры.
| Группа    | Содержание группы | Правила использования |
| --------- | --- | --- |
| iRixhVV   | iR – указатель наличия в сводке группы 6RRRtR; ix – указатель типа станции и наличия в сводке группы 7wwW1W2; h – высота нижней границы облачности; VV – метеорологическая дальность видимости. | Группа всегда должна быть включена в сводку. |
| Nddff     | N – общее количество облачности; dd – направление ветра с точностью до десятков (направлению 05-14° соответствует код dd=01, направлению 15-24° — 02, направлению 355-04° — 36.В случае штиля dd=00, при переменном направлении dd=99, а при невозможности определить направление dd=//. ff – средняя скорость ветра. При невозможности установить скорость ff=//.                                                                                    | Группа всегда включается в сводку. В случае отсутствия данных может быть заменена на /////. |
| 1snTTT    | 1 – отличительная цифра группы. sn – знак температуры. Если температура отрицательная, sn=1, иначе sn=0. TTT – температура воздуха на высоте 2 метра с точностью до десятых (но без разделителя дробной части). | Примеры: - 11245 – температура -24,5°С. - 10001 – температура 0,1°С. |
| 2snTdTdTd | 2 – отличительная цифра группы. snTdTdTd – температура точки росы на высоте 2 метра, кодируется аналогично температуре воздуха 1snTTT. | |
| 3P0P0P0P0 | 3 – отличительная цифра группы. P0P0P0P0 – давление на уровне станции с точностью до десятых, гПа. Кодируется четырьмя цифрами, то есть тысячи не указываются. | Примеры: - 30000 – давление 1000,0 гПа. - 39998 – давление 999,8 гПа. - 30122 – давление 1012,2 гПа. |
| 4PPPP     | 4 – отличительная цифра группы. PPPP – давление, приведённое к уровню моря, гПа. Кодируется аналогично 3P0P0P0P0 с точностью до десятых. | |
| 5appp     | 5 – отличительная цифра группы. a – характеристика барической тенденции за последние 3 часа. ppp – величина барической тенденции за последние 3 часа с точностью до десятых, гПа. | |
| 6RRRtR    | 6 – отличительная цифра группы. RRR – количество выпавших осадков за период tR. Кодовые цифры от RRR=000 и до RRR=988 (включительно) соответствуют количеству осадков в миллиметрах (0-988 мм). Кодовая цифра RRR=989 означает «выпало 989 мм или более». Осадки от 0,1 мм до 0,9 мм кодируются цифрами от RRR=991 до RRR=999. Код RRR=990 означает «следы осадков», или же «количество осадков менее 0,1 мм». tR – период, к которому относится RRR. | Группа включается только в определенные сроки. Кодирование tR: - tR=1 – сообщается количество осадков за последние 6 часов; - tR=2 – за 12 часов; - tR=3 – за 18 часов; - tR=4 – за 24 часа; - tR=5 – за 1 час; - tR=6 – за 2 часа; - tR=7 – за 3 часа; - tR=8 – за 9 часов; - tR=9 – за 15 часов;Пример: 60702 – выпало 70 мм осадков за последние 12 часов. |
| 7wwW1W2   | 7 – отличительная цифра группы. ww – погодные явления в срок наблюдения (или за последний час). Кодируется цифрами от 00 до 99. W1 и W2 – погодные явления между сроками наблюдения, кодируется цифрами от 0 до 9. | Группа не должна включаться в сводки в следующих случаях: 1. ww=00, 01, 02, 03 и одновременно W1 и W2=0, 1, 2; 2. о текущей и прошедшей погоде нет сведений (наблюдения не производились). |
| 8NhCLCMCH | 8 – отличительная цифра группы. Nh – количество облаков нижнего или среднего яруса при отсутствии первых. CL, CM и CH – описание облаков нижнего, среднего и верхнего ярусов. | |

#### Кодирование отдельных элементов раздела 1
| Наличие в сводке группы 7wwW1W2 или 7wawaWa1Wa2              | Наличие в сводке группы 7wwW1W2 или 7wawaWa1Wa2 | Кодовая цифра указателя ix        | Кодовая цифра указателя ix |
| Наличие в сводке группы 7wwW1W2 или 7wawaWa1Wa2              | Наличие в сводке группы 7wwW1W2 или 7wawaWa1Wa2 | Станция, обслуживаемая персоналом | Автоматическая (АМС)       |
| ------------------------------------------------------------ | ----------------------------------------------- | --------------------------------- | -------------------------- |
| Включена группа 7wwW1W2                                      | Включена группа 7wwW1W2                         | 1                                 | 4                          |
| Не включена                                                  | Нет явлений, подлежащих передаче                | 2                                 | 5                          |
| Не включена                                                  | Наблюдения за явлениями не производятся         | 3                                 | 6                          |
| Включена группа 7wawaWa1Wa2 (только АМС)                     | Включена группа 7wawaWa1Wa2 (только АМС)        |                                   | 7                          |
| * В практике Росгидромета группа 7wawaWa1Wa2 не применяется. |                                                 |                                   |                            |

| Наличия в сводке группы 6RRRtR | Наличия в сводке группы 6RRRtR                                 | Кодовая цифра iR | Кодовая цифра iR                                                      |
| Наличия в сводке группы 6RRRtR | Наличия в сводке группы 6RRRtR                                 | Все метеостанции | Метеостанции с автоматическими датчиками количества выпавших осадков* |
| --- | -------------------------------------------------------------- | ---------------- | --------------------------------------------------------------------- |
| Включена | В разделы 1 и 3                                                | 0                |                                                                       |
| Включена | В раздел 1                                                     | 1                | 6                                                                     |
| Включена | В раздел 3                                                     | 2                | 7                                                                     |
| Не включена, т.к. осадков не было | Не включена, т.к. осадков не было                              | 3                |                                                                       |
| Не включена, т.к. в этот срок количество осадков не измерялось | Не включена, т.к. в этот срок количество осадков не измерялось | 4                | 8                                                                     |
| * Применение кодовых цифр 6, 7 и 8 – национальная практика Росгидромета, в международном обмене кодовые цифры 6, 7 и 8 не применяются. Кодовые цифры 0 и 3 на сети Росгидромета не применяются. В случае отсутствия осадков группа 6RRRtR кодируется как 6000tR. |                                                                |                  |                                                                       |

| Высота НГО, м                                                                      | Кодовая цифра h |
| ---------------------------------------------------------------------------------- | --------------- |
| Менее 50                                                                           | 0               |
| 50-100                                                                             | 1               |
| 100-200                                                                            | 2               |
| 200-300                                                                            | 3               |
| 300-600                                                                            | 4               |
| 600-1000                                                                           | 5               |
| 1000-1500                                                                          | 6               |
| 1500-2000                                                                          | 7               |
| 2000-2500                                                                          | 8               |
| 2500 и более или облаков нет                                                       | 9               |
| Высота НГО не определена. Для высокогорных станций: высота НГО ниже уровня станции | /               |

| Бал облачности | Кодовая цифра для N, Nh и Ns |
| --- | ---------------------------- |
| 0 баллов (облаков нет)                                                                                                | 0                            |
| 1 балл или менее, но не 0 баллов                                                                                      | 1                            |
| 2-3 балла | 2                            |
| 4 балла | 3                            |
| 5 баллов | 4                            |
| 6 баллов | 5                            |
| 7-8 баллов | 6                            |
| 9 баллов и более, но не 10 (есть просветы)                                                                            | 7                            |
| 10 баллов (без просветов)                                                                                             | 8                            |
| Невозможно определить, т.к. облака не видно из-за тумана, метели или других явлений, ухудшающих видимость.            | 9                            |
| Измерения не производились, либо количество облаков невозможно определить по иным причинам, не изложенным в коде N=9. | /                            |

| Нижний ярус CL                                             | Нижний ярус CL                                             | Средний ярус CM                                                                         | Верхний ярус CH                                                                     | Кодовая цифра |
| ---------------------------------------------------------- | ---------------------------------------------------------- | --------------------------------------------------------------------------------------- | ----------------------------------------------------------------------------------- | ------------- |
| Кучевые Cu                                                 | плоские.                                                   | Высокослоистые просвечивающие.                                                          | Перистые нитевидные                                                                 | 1             |
| Кучевые Cu                                                 | средние или мощные.                                        | Высокослоистые непросвечивающие или слоисто-дождевые.                                   | Перистые хлопьевидные                                                               | 2             |
| Кучево-дождевые Cb                                         | лысые.                                                     | Высококучевые (Ac) просвечивающие.                                                      | Перистые, образовавшиеся из наковален Cb                                            | 3             |
| Кучево-дождевые Cb                                         | волосатые.                                                 | Ac чечевицеобразные или неоднородные.                                                   | Перистые нитевидные, в целом уплотняющиеся.                                         | 4             |
| Слоисто-кучевые                                            | образовавшиеся из Cu или Cb.                               | Ac просвечивающие в виде гряд полос или непросвечивающие в нескольких слоях.            | Перисто-слоистые волокнистые или туманообразные                                     | 5             |
| Слоисто-кучевые                                            | образовавшиеся не из Cu или Cb.                            | Ac, образовавшиеся из кучевых или кучево-дождевых, возможно с полосами падения осадков. | Перисто-слоистые туманообразные                                                     | 6             |
| Слоистые, не относящиеся к облакам плохой погоды           | Слоистые, не относящиеся к облакам плохой погоды           | Высококучевые вместе с высокослоистыми или слоисто-дождевыми.                           | Перисто-слоистые туманообразные                                                     | 7             |
| Слоистые, относящиеся к облакам плохой погоды.             | Слоистые, относящиеся к облакам плохой погоды.             | Ac хлопьевидные или башенковидные.                                                      | Перисто-слоистые туманообразные                                                     | 8             |
| Кучевые и слоисто-кучевые.                                 | Кучевые и слоисто-кучевые.                                 | Высококучевые при хаотическом виде неба.                                                | Перисто-кучевые                                                                     | 9             |
| Облаков нет.                                               | Облаков нет.                                               |                                                                                         |                                                                                     | 0             |
| Измерение невозможно (например, из-за темноты или тумана). | Измерение невозможно (например, из-за темноты или тумана). | Измерение невозможно (например, из-за темноты или тумана, или сплошной облачности).     | Измерение невозможно (например, из-за темноты или тумана, или сплошной облачности). | /             |

| Инструментальные измерения                              | Инструментальные измерения | Визуальные измерения    | Визуальные измерения |
| Видимость, км                                           | Кодовая цифра VV           | Видимость, км           | Кодовая цифра VV     |
| ------------------------------------------------------- | -------------------------- | ----------------------- | -------------------- |
| Менее 0,1                                               | 00                         | Менее 0,05              | 90                   |
| от 0,1 до 5,0 включительно                              | от 01 до 50 соответственно | 0,05                    | 91                   |
| от 6 до 30 включительно                                 | от 56 до 80 соответственно | 0,2                     | 92                   |
| от 35 до 70 через каждые 5 км (35, 40, 45, ..., 65, 70) | от 81 до 88                | 0,5                     | 93                   |
| Видимость более 70 км                                   | 89                         | 1                       | 94                   |
|                                                         |                            | 2                       | 95                   |
| 4                                                       | 96                         |                         |                      |
| 10                                                      | 97                         |                         |                      |
| 20                                                      | 98                         |                         |                      |
| 50+                                                     | 99                         |                         |                      |
| Видимость не определена                                 | Видимость не определена    | Видимость не определена | //                   |

| ww | 0                                                               | 1                                                               | 2                                                               | 3                                                               | 4                                                               | 5                                                               | 6                                                               | 7                                                               | 8                                                               | 9                                                               |
| -- | --------------------------------------------------------------- | --------------------------------------------------------------- | --------------------------------------------------------------- | --------------------------------------------------------------- | --------------------------------------------------------------- | --------------------------------------------------------------- | --------------------------------------------------------------- | --------------------------------------------------------------- | --------------------------------------------------------------- | --------------------------------------------------------------- |
| 00 |                                                                 | Облака рассеиваются                                             | Небо без изменений                                              | Облака уплотняются                                              | Дым                                                             | Мгла                                                            | Пыль                                                            | Пыль или песок, поднятые ветром                                 | Пыльные вихри в срок или за посл. час                           | Пыльная буря в срок или за полс. час                            |
| 10 | Дымка (видимость 1+ км)                                         | Поземный туман клочками                                         | Поземный туман сплошным слоем                                   | Зарница                                                         | Осадки, не достигающие земли                                    | Осадки рядом со станцией                                        | Осадки рядом со станцией                                        | Гроза без осадков                                               | Шквал(ы)                                                        | Смерч(и)                                                        |
| 20 | Погодные явления в последний час, но не в срок наблюдения 20-29 | Погодные явления в последний час, но не в срок наблюдения 20-29 | Погодные явления в последний час, но не в срок наблюдения 20-29 | Погодные явления в последний час, но не в срок наблюдения 20-29 | Погодные явления в последний час, но не в срок наблюдения 20-29 | Погодные явления в последний час, но не в срок наблюдения 20-29 | Погодные явления в последний час, но не в срок наблюдения 20-29 | Погодные явления в последний час, но не в срок наблюдения 20-29 | Погодные явления в последний час, но не в срок наблюдения 20-29 | Погодные явления в последний час, но не в срок наблюдения 20-29 |
| 20 | Незамерзающая морось или снежные зёрна                          | Дождь (незамерзающий)                                           | Снег                                                            | Дождь со снегом или ледяной дождь                               | Замерзающий дождь или морось                                    | Ливн. дождь                                                     | Ливн. дождь со снегом или ливн. снег                            | Крупа или град                                                  | Туман (возможно, ледяной)                                       | Гроза (с осадками или без)                                      |
| 30 | Пыльная или песчаная буря 30-35                                 | Пыльная или песчаная буря 30-35                                 | Пыльная или песчаная буря 30-35                                 | Пыльная или песчаная буря 30-35                                 | Пыльная или песчаная буря 30-35                                 | Пыльная или песчаная буря 30-35                                 | Поземок 36-37                                                   | Поземок 36-37                                                   | низовая или общая метель 38-39                                  | низовая или общая метель 38-39                                  |
| 30 | Слабая или умеренная                                            | Слабая или умеренная                                            | Слабая или умеренная                                            | сильная                                                         | сильная                                                         | сильная                                                         | Поземок 36-37                                                   | Поземок 36-37                                                   | низовая или общая метель 38-39                                  | низовая или общая метель 38-39                                  |
| 30 | ослабела                                                        | без изменений                                                   | началась или усилилась                                          | ослабела                                                        | без изменений                                                   | началась или усилилась                                          | слабый или умеренный                                            | сильный                                                         | слабая или умеренная                                            | сильная                                                         |
| 40 | Туман или ледяной туман 40-49                                   | Туман или ледяной туман 40-49                                   | Туман или ледяной туман 40-49                                   | Туман или ледяной туман 40-49                                   | Туман или ледяной туман 40-49                                   | Туман или ледяной туман 40-49                                   | Туман или ледяной туман 40-49                                   | Туман или ледяной туман 40-49                                   | Туман или ледяной туман 40-49                                   | Туман или ледяной туман 40-49                                   |
| 40 | В окрестностях, но не на станции 40-41                          | В окрестностях, но не на станции 40-41                          | Туман на станции 42-49                                          | Туман на станции 42-49                                          | Туман на станции 42-49                                          | Туман на станции 42-49                                          | Туман на станции 42-49                                          | Туман на станции 42-49                                          | Туман на станции 42-49                                          | Туман на станции 42-49                                          |
| 40 | на станции без тумана                                           | на станции туман или обрывки ледяного тумана                    | туман ослабел 42-43                                             | туман ослабел 42-43                                             | туман без изменений 44-45                                       | туман без изменений 44-45                                       | туман начался или усилился 46-47                                | туман начался или усилился 46-47                                | туман с отложением изморози 48-49                               | туман с отложением изморози 48-49                               |
| 40 | на станции без тумана                                           | на станции туман или обрывки ледяного тумана                    | небо видно                                                      | небо не видно                                                   | небо видно                                                      | небо не видно                                                   | небо видно                                                      | небо не видно                                                   | небо видно                                                      | небо не видно                                                   |
| 50 | Морось 50-59                                                    | Морось 50-59                                                    | Морось 50-59                                                    | Морось 50-59                                                    | Морось 50-59                                                    | Морось 50-59                                                    | Морось 50-59                                                    | Морось 50-59                                                    | Морось 50-59                                                    | Морось 50-59                                                    |
| 50 | слабая 50-51                                                    | слабая 50-51                                                    | умеренная 52-53                                                 | умеренная 52-53                                                 | сильная 54-55                                                   | сильная 54-55                                                   | Морось замерзающая 56-57                                        | Морось замерзающая 56-57                                        | Морось с дождём 58-59                                           | Морось с дождём 58-59                                           |
| 50 | с перерывами                                                    | непрерывная                                                     | с перерывами                                                    | непрерывная                                                     | с перерывами                                                    | непрерывная                                                     | слабая                                                          | умеренная или сильная                                           | слабая                                                          | умеренная или сильная                                           |
| 60 | Дождь 60-69                                                     | Дождь 60-69                                                     | Дождь 60-69                                                     | Дождь 60-69                                                     | Дождь 60-69                                                     | Дождь 60-69                                                     | Дождь 60-69                                                     | Дождь 60-69                                                     | Дождь 60-69                                                     | Дождь 60-69                                                     |
| 60 | слабый 60-61                                                    | слабый 60-61                                                    | умеренный 62-63                                                 | умеренный 62-63                                                 | сильный 64-65                                                   | сильный 64-65                                                   | Дождь замерзающий 66-67                                         | Дождь замерзающий 66-67                                         | Дождь со снегом 68-69                                           | Дождь со снегом 68-69                                           |
| 60 | с перерывами                                                    | непрерывная                                                     | с перерывами                                                    | непрерывная                                                     | с перерывами                                                    | непрерывная                                                     | слабый                                                          | умеренный или сильный                                           | слабый                                                          | умеренный или сильный                                           |
| 70 | Снег 70-79                                                      | Снег 70-79                                                      | Снег 70-79                                                      | Снег 70-79                                                      | Снег 70-79                                                      | Снег 70-79                                                      | Снег 70-79                                                      | Снег 70-79                                                      | Снег 70-79                                                      | Снег 70-79                                                      |
| 70 | слабый 70-71                                                    | слабый 70-71                                                    | умеренный 72-73                                                 | умеренный 72-73                                                 | сильный 74-75                                                   | сильный 74-75                                                   | Алмазная пыль                                                   | Снежные зёрна                                                   | Отдельные снежные кристаллы                                     | Ледяной дождь                                                   |
| 70 | с перерывами                                                    | непрерывная                                                     | с перерывами                                                    | непрерывная                                                     | с перерывами                                                    | непрерывная                                                     | Алмазная пыль                                                   | Снежные зёрна                                                   | Отдельные снежные кристаллы                                     | Ледяной дождь                                                   |
| 80 | Ливневые осадки 80-89                                           | Ливневые осадки 80-89                                           | Ливневые осадки 80-89                                           | Ливневые осадки 80-89                                           | Ливневые осадки 80-89                                           | Ливневые осадки 80-89                                           | Ливневые осадки 80-89                                           | Ливневые осадки 80-89                                           | Ливневые осадки 80-89                                           | Ливневые осадки 80-89                                           |
| 80 | Ливневый дождь 80-82                                            | Ливневый дождь 80-82                                            | Ливневый дождь 80-82                                            | Ливн. дождь со снегом 83-84                                     | Ливн. дождь со снегом 83-84                                     | Линевый снег 85-86                                              | Линевый снег 85-86                                              | Снежная или ледяная крупа 87-88                                 | Снежная или ледяная крупа 87-88                                 | Слабый град                                                     |
| 80 | слабый                                                          | умеренный или сильный                                           | очень сильный                                                   | слабый                                                          | умеренный или сильный                                           | слабый                                                          | умеренный или сильный                                           | слабая                                                          | умеренная или сильная                                           | Слабый град                                                     |
| 90 | Град умеренный или сильный                                      | Гроза 91-99                                                     | Гроза 91-99                                                     | Гроза 91-99                                                     | Гроза 91-99                                                     | Гроза 91-99                                                     | Гроза 91-99                                                     | Гроза 91-99                                                     | Гроза 91-99                                                     | Гроза 91-99                                                     |
| 90 | Град умеренный или сильный                                      | Гроза последний час, но не в срок наблюдения 91-94              | Гроза последний час, но не в срок наблюдения 91-94              | Гроза последний час, но не в срок наблюдения 91-94              | Гроза последний час, но не в срок наблюдения 91-94              | Гроза в срок наблюдения 95-99                                   | Гроза в срок наблюдения 95-99                                   | Гроза в срок наблюдения 95-99                                   | Гроза в срок наблюдения 95-99                                   | Гроза в срок наблюдения 95-99                                   |
| 90 | Град умеренный или сильный                                      | Дождь в срок наблюдения 91-92                                   | Дождь в срок наблюдения 91-92                                   | Дождь и/или снег и/или град, и/ли крупа 93-94                   | Дождь и/или снег и/или град, и/ли крупа 93-94                   | слабая или умеренная 95-96                                      | слабая или умеренная 95-96                                      | сильная 97                                                      | любая 98                                                        | сильная 99                                                      |
| 90 | Град умеренный или сильный                                      | слабый                                                          | умеренный или сильный                                           | слабые                                                          | умеренные или сильные                                           | с дождем или снегом                                             | с градом или крупой                                             | с дождём или снегом                                             | с пыльной бурей (с осадками или без них)                        | с градом или крупой                                             |

| Явления погоды                                                          | Кодовая цифра W1 или W2 |
| ----------------------------------------------------------------------- | ----------------------- |
| Количество облаков менее 5 баллов                                       | 0                       |
| Количество облаков изменялось от «5 баллов и менее» до «более 5 баллов» | 1                       |
| Количество облаков 5 баллов и более                                     | 2                       |
| Песчаная (пыльная) буря либо метель                                     | 3                       |
| Туман либо ледяной туман либо сильная мгла                              | 4                       |
| Морось                                                                  | 5                       |
| Дождь                                                                   | 6                       |
| Снег или дождь со снегом Либо другие виды твердых осадков*              | 7                       |
| Ливень (ливни)                                                          | 8                       |
| Гроза (с осадками или без)                                              | 9                       |
| * национаяльная практика росгидромета                                   |                         |

### Раздел 3
Раздел 3 используется для регионального обмена и содержит дополнительные метеорологические параметры, такие как минимальная и максимальная температура, высота снежного покрова, диаметр града и т.д. Большинство групп этого раздела включаются в сводку погоды только в определенные сроки или при определенных условиях.
| Группа    | Содержание группы | Правила использования |
| --------- | --- | --- |
| 333       | Отличительная группа (индикатор) раздела 3. | Обязательно включается, если после него следует хотя бы одна группа из раздела 3 |
| 1snTxTxTx | Максимальная температура воздуха на высоте 2 метра. Кодируется аналогично группе 1snTTT из раздела 1. | Включается в определенные сроки наблюдения. Примеры: - 10400 – максимальная температура составила +40,0°С; - 11189 – максимум температуры -18,9°С. |
| 2snTnTnTn | Минимальная температура воздуха на высоте 2 метра. Кодируется аналогично группе 1snTTT из раздела 1. Метеостанциями РФ кодируется минимальная ночная температура воздуха, а группа включается только в утренние часы. | Включается в определенные сроки наблюдения. Примеры: - 20053 – минимальная температура составила +5,6°С; - 21009 – минимум температуры -0,9°С. |
| 3EsnTgTg  | 3 – отличительная цифра группы. E – состояние поверхности почвы в срок наблюдения. snTgTg – минимальная температура поверхности почвы с точностью до целого знака. | Включается в определенные сроки наблюдения и в определенный период (вегетации). Примеры: - 30003 – поверхность почвы сухая. минимальная температура поверхности почвы +3°С; - 34109 – почва замерзшая, минимальная температура поверхности -9°С.                                                                 |
| 4E’sss    | 4 – отличительная цифра группы. E’ – состояние подстилающей поверхности (снежного покрова). sss – высота снежного покрова. Цифры sss=001–996 соответствуют снежному покрову от 1 см до 996 см (включительно). Код sss=997 означает, что высота снежного покрова менее 0,5 см; 998* – на метеостанции снежный покров отсутствует, но присутствует в окрестностях станции («снежный покров непостоянный»); 999 – измерения невозможны. | Включается в определенные сроки наблюдения когда снегом и/или льдом покрыто более 1 балла видимой окрестности станции |
| 55SSS     | 55 – отличительная цифра группы. SSS – продолжительность солнечного сияния за сутки в часах с точностью до десятых. | Пример: 55105 – продолжительность солнечного сияния 10,5 часов. |
| 6RRRtR    | Кодируется аналогично группе 6RRRtR из раздела 1. | В России группа включается только с определенных метеостанций |
| 8NsChshs  | 8 – отличительная цифра группы. Ns и C – количество и форма облаков. hshs – высота нижней границы облачности, вид которой указан в C. | |
| 9SpSpspsp | 9 – отличительная цифра группы. SpSpspsp – дополнительная информация о погодных явлениях как в срок наблюдения, так и между сроками. | Группа может быть включена в сводку несколько раз при необходимости. Примеры: - 91012 – максимальный порыв ветра в срок наблюдения 12 м/с. - 91012 91114 93230 – максимальные порывы ветра 12 м/с в срок наблюдения (91012), 14 м/с между сроками наблюдения (91114) и максимальный диаметр града 30 мм (93230). |

#### Кодирование отдельных элементов раздела 3
| Состояние поверхности почвы E                                                                         | Состояние поверхности почвы E                                                                         | Цифровой код | Состояние подстилающей поверхности E’       | Состояние подстилающей поверхности E’       | Состояние подстилающей поверхности E’       | Цифровой код |
| --- | --- | ------------ | ------------------------------------------- | ------------------------------------------- | ------------------------------------------- | ------------ |
| Сухая, без трещин или заметного количества пыли                                                       | Сухая, без трещин или заметного количества пыли                                                       | 0            | Поверхность покрыта льдом более 1/10 балла. | Поверхность покрыта льдом более 1/10 балла. | Поверхность покрыта льдом более 1/10 балла. | 0            |
| Влажная, но без луж                                                                                   | Влажная, но без луж                                                                                   | 1            | Мокрый или слежавшийся снег                 | Менее 5/10 баллов                           | Менее 5/10 баллов                           | 1            |
| На поверхности почвы малые или большие лужи                                                           | На поверхности почвы малые или большие лужи                                                           | 2            | Мокрый или слежавшийся снег                 | 5-9 баллов                                  | 5-9 баллов                                  | 2            |
| Поверхность почвы затоплена водой                                                                     | Поверхность почвы затоплена водой                                                                     | 3            | Мокрый или слежавшийся снег                 | 10 баллов                                   | Равномерный слой                            | 3            |
| Почва замёрзшая                                                                                       | Почва замёрзшая                                                                                       | 4            | Мокрый или слежавшийся снег                 | 10 баллов                                   | Неравномерный слой                          | 4            |
| Поверхность покрыта льдом (но без снега), при этом льдом покрыто не более 1 балла видимой окрестности | Поверхность покрыта льдом (но без снега), при этом льдом покрыто не более 1 балла видимой окрестности | 5            | Сухой рассыпчатый снег                      | Менее 5 баллов                              | Менее 5 баллов                              | 5            |
| Покрыта пылью или песком                                                                              | Частично                                                                                              | 6            | Сухой рассыпчатый снег                      | 5-9 баллов                                  | 5-9 баллов                                  | 6            |
| Покрыта пылью или песком                                                                              | Полностью, тонкий слой                                                                                | 7            | Сухой рассыпчатый снег                      | 10 баллов                                   | Равномерный слой                            | 7            |
| Покрыта пылью или песком                                                                              | Полностью, умеренный или толстый слой                                                                 | 8            | Сухой рассыпчатый снег                      | 10 баллов                                   | Неравномерный слой                          | 8            |
| Чрезвычайно сухая, с трещинами                                                                        | Чрезвычайно сухая, с трещинами                                                                        | 9            | Снег с глубокими сугробами, заносами        | Снег с глубокими сугробами, заносами        | Снег с глубокими сугробами, заносами        | 9            |
| Не определено                                                                                         | Не определено                                                                                         | /            | Не определено                               | Не определено                               | Не определено                               | /            |

| Форма облаков                                      | Кодовая цифра |
| -------------------------------------------------- | ------------- |
| Перистые                                           | 0             |
| Перисто-кучевые                                    | 1             |
| Перисто-слоистые                                   | 2             |
| Высококучевые                                      | 3             |
| Высокослоистые                                     | 4             |
| Слоисто-дождевые                                   | 5             |
| Слоисто-кучевые                                    | 6             |
| Слоистые                                           | 7             |
| Кучевые                                            | 8             |
| Кучево-дождевые                                    | 9             |
| Не определена (например, из-за темноты или тумана) | /             |

| Высота, м                                                                              | Кодовая цифра |
| Инструментальные измерения                                                             | Инструментальные измерения                                                                                                |
| -------------------------------------------------------------------------------------- | --- |
| Менее 30                                                                               | 00 |
| от 30 до 1 500 через каждые 30 м (30, 60, ..., 1 470, 1 500)                           | от 01 до 50 где 01 соответствует высоте 30 м, 02 соответствует высоте 60 м, ..., 50 соответствует высоте 1 500 м          |
| от 1 800 до 9 000 через каждые 300 м (1 800, 2 100, ..., 8 700, 9 000)                 | от 56 до 80 где 56 соответствует высоте 1 800 м, 57 соответствует высоте 2 100 м, ..., 80 соответствует высоте 9 000 м    |
| от 10 500 до 21 000 через каждые 1 500 м (10 500, 12 000, 13 500, ..., 19 500, 21 000) | от 81 до 88 где 81 соответствует высоте 10 500 м, 82 соответствует высоте 12 000 м, ..., 88 соответствует высоте 21 000 м |
| Выше 21 000                                                                            | 89 |
| Визуальные измерения                                                                   | |
| Менее 50                                                                               | 90 |
| 50-100                                                                                 | 91 |
| 100-200                                                                                | 92 |
| 200-300                                                                                | 93 |
| 300-600                                                                                | 94 |
| 600-1 000                                                                              | 95 |
| 1 000-1 500                                                                            | 96 |
| 1 500-2 000                                                                            | 97 |
| 2 000-2 500                                                                            | 98 |
| выше 2 500 или облаков нет                                                             | 99 |

| Погодное явление                                                  | Содержание группы 9SpSpspsp | Правила кодирования |
| ----------------------------------------------------------------- | --------------------------- | --- |
| Смерч разрушающей силы в срок наблюдения или за последний час     | 96119                       | |
| Смерч, вихрь в срок наблюдения или за последний час               | 919MwDa                     | Mw– характеристика. Da – направление в котором они наблюдаются. |
| Шквал в срок наблюдения или за последний час                      | 918SqDp                     | Sq– характеристика. Dp – направление, откуда он движется. |
| Максимальный порыв ветра в срок наблюдения                        | 910ff                       | ff – скорость ветра. |
| Максимальный порыв между сроками                                  | 911ff                       | ff – скорость ветра. |
| Слабая или умеренная метель (в срок наблюдения или между сроками) | 9298S´8                     | S´8 – эволюция метели. |
| Сильная метель (в срок наблюдения или между сроками)              | 9299S´8                     | S´8 – эволюция метели. |
| Максимальный диаметр града                                        | 932RR                       | RR – диаметр отложения. Значения от 0 мм до 55 мм (включительно) кодируются цифрами от RR=00 до RR=55. Значения от 60 мм до 400 мм через каждые 10 мм (60, 70, ..., 390, 400) кодируются цифрами от RR=56 до RR=90 соответственно. Значения от 0,1 мм до 0,6 мм (включительно) – RR=91-96. RR=97 – диаметр менее 0,1 мм. RR=98 – диаметр более 400 мм. RR=99 – измерения невозможны. |
| Диаметр гололёдных отложений                                      | 934RR                       | RR – диаметр отложения. Значения от 0 мм до 55 мм (включительно) кодируются цифрами от RR=00 до RR=55. Значения от 60 мм до 400 мм через каждые 10 мм (60, 70, ..., 390, 400) кодируются цифрами от RR=56 до RR=90 соответственно. Значения от 0,1 мм до 0,6 мм (включительно) – RR=91-96. RR=97 – диаметр менее 0,1 мм. RR=98 – диаметр более 400 мм. RR=99 – измерения невозможны. |
| Диаметр изморози                                                  | 935RR                       | RR – диаметр отложения. Значения от 0 мм до 55 мм (включительно) кодируются цифрами от RR=00 до RR=55. Значения от 60 мм до 400 мм через каждые 10 мм (60, 70, ..., 390, 400) кодируются цифрами от RR=56 до RR=90 соответственно. Значения от 0,1 мм до 0,6 мм (включительно) – RR=91-96. RR=97 – диаметр менее 0,1 мм. RR=98 – диаметр более 400 мм. RR=99 – измерения невозможны. |
| Диаметр сложного отложения                                        | 936RR                       | RR – диаметр отложения. Значения от 0 мм до 55 мм (включительно) кодируются цифрами от RR=00 до RR=55. Значения от 60 мм до 400 мм через каждые 10 мм (60, 70, ..., 390, 400) кодируются цифрами от RR=56 до RR=90 соответственно. Значения от 0,1 мм до 0,6 мм (включительно) – RR=91-96. RR=97 – диаметр менее 0,1 мм. RR=98 – диаметр более 400 мм. RR=99 – измерения невозможны. |
| Диаметр отложенния мокрого снега                                  | 937RR                       | RR – диаметр отложения. Значения от 0 мм до 55 мм (включительно) кодируются цифрами от RR=00 до RR=55. Значения от 60 мм до 400 мм через каждые 10 мм (60, 70, ..., 390, 400) кодируются цифрами от RR=56 до RR=90 соответственно. Значения от 0,1 мм до 0,6 мм (включительно) – RR=91-96. RR=97 – диаметр менее 0,1 мм. RR=98 – диаметр более 400 мм. RR=99 – измерения невозможны. |

### Раздел 5
Раздел 5 является разделом национального обмена, каждая страна может использовать его в своих целях. Метеопараметры, передаваемые в этом разделе, также зависят от страны. Ниже представлены группы и параметры, которые передаются в национальном обмене метеостанциями России. В международный обмен, при этом, этот раздел не отправляется.
| Группа       | Содержание группы | Правила использования |
| ------------ | --- | --- |
| 555          | Отличительная группа (индикатор) раздела 5 | Обязательно включается, если после него следует хотя бы одна группа из раздела 5 |
| 1EsnTgTg     | 1 – отличительная цифра группы. E – состояние поверхности почвы в срок наблюдения. snTgTg – температура подстилающей поверхности в срок наблюдения с точностью до целого значения. Кодируется аналогично группе 3EsnTgTg раздела 3. | Группа включается в сводки всеми метеостанциями в 00 и 12 часов по Гринвичу (ВСВ) вне зависимости от наличия или отсутствия снежного покрова. Если льдом или снегом покрыто более 1 балла видимой окрестности станции, на месте E ставится дробная черта /. Пример: 1/118 – поверхность почвы покрыта снегом, температура подстилающей поверхности -18°С. |
| 5SnT24T24T24 | 5 – отличительная цифра группы. snT24T24T24 – среднесуточная температура воздуха с точностью до десятых долей. Кодируется аналогично группе 1snTTT раздела 1.                                                                       | Решение о включении группы в сводку принимается УГМС. Примеры: 50075 – среднесуточная температура воздуха составила +7,5°С. 51127 – среднесуточная температура воздуха составила -12,7°С. |
| 52snT2T2     | 52 – отличительная цифра группы. snT2T2 – минимальная температура за ночь на высоте 2 см над поверхностью почвы. Кодируется аналогично группе 3EsnTgTg раздела 3.                                                                   | Решение о включении группы в сводку принимается УГМС. Примеры: 52006 – минимальная температура на высоте 2 см над почвой 6°С. |
| 530f12f12    | 530 – отличительная цифра группы. f12f12 – максимальный порыв ветра за последние 12 часов. | Решение о включении группы в сводку принимается УГМС. |
| 7R24R24R24/  | 7 – отличительная цифра группы. R24R24R24 – количество осадков, выпавших за сутки. Количество осадков кодируется аналогично группе 6RRRtR раздела 1. / – дробная черта, ставится обязательно.                                       | Включается в сводку со всех метеостанций. Пример: 7048/ – количество осадков за сутки составило 48 мм. |
| 88R24R24R24  | 88 – отличительная цифра группы. R24R24R24 – количество осадков, выпавших за сутки. Количество осадков кодируется аналогично группе.                                                                                                | Включается в сводку со всех метеостанций в случае, если за сутки выпало 30 мм или более (для подтверждения сообщенного в группе 7R24R24R24/ количества осадков. |

## Пример сообщения
```
AAXX 22121 28441 41597 83003 10003 21075 39735 40075 53012 70272 885// 
333 91110
555 11000=
```

### Расшифровка

#### Раздел 0
AAXX 22121 28441
Станция: 28441
Наблюдение: 22 число 12 часов ВСВ. Скорость ветра измерена инструментально в метрах в секунду (22121).

#### Раздел 1
41597 83003 10003 21075 39735 40075 70272 885//
Количество осадков в этот срок не измерялось, станция обслуживается персоналом, группа 7wwW1W2 включена в сводку (41597).
Высота нижней границы облачности 600-1000 м, дальность видимость 10 км, определена визуально (41597).
Бал общей облачности 10 баллов (пасмурно). Ветер 295-304°, 3 м/с (83003)
Температура воздуха +0,3 °C, точка росы -7,5 °C. Давление на уровне станции 973,5 гПа, приведенное к уровню моря – 1007,5 гПа.
Погода в срок наблюдения: «небо без изменений». Между сроками отмечался снег с дождем или без.
Нижний ярус облачности покрывает небо целиком и состоит из слоисто-кучевых облаков, образовавшиеся из кучевых или кучево-дождевых.

#### Раздел 3
333 91110
Максимальный порыв ветра между сроками 10 м/с.

#### Раздел 5
555 11000
Поверхность почвы влажная. Температура подстилающей поверхности в срок наблюдения составила 0 °C.